# Philodendron scherberichii
Philodendron scherberichii är en kallaväxtart som beskrevs av Thomas Bernard Croat och M.M.Mora. Philodendron scherberichii ingår i släktet Philodendron och familjen kallaväxter.
Artens utbredningsområde är Colombia. Inga underarter finns listade.